# Баграт (сын Константина III)
Баграт (груз. ბაგრატი; ум, ок. 930 года) — претендент на абхазский престол в X веке.

## Биография
Баграт был младшим сыном царя Абхазии Константина III и его неизвестной по имени жены. В 923 году, после смерти отца Константина, его старший брат Георгий был провозглашен царем. Однако Баграт, как младший брат Георгия, также претендовал на трон. Группа знати признала его царем под именем Баграт II, что привело к гражданской войне. Баграт получил поддержку своего тестя, князя Гургена II. Борьба за власть длилась почти семь лет и завершилась внезапной смертью Баграта в 930 году. Он не оставил детей от брака с единственной дочерью Гургена II. Его брат Георгий продолжил править до 957 года.